# Ідон (Огайо)
Ідон (англ. Edon) — селище (англ. village) в США, в окрузі Вільямс штату Огайо. Населення — 796 осіб (2020).

## Географія
Ідон розташований за координатами 41°33′22″ пн. ш. 84°46′10″ зх. д. / 41.55611° пн. ш. 84.76944° зх. д. (41.556146, -84.769552).  За даними Бюро перепису населення США в 2010 році селище мало площу 2,91 км², уся площа — суходіл.

## Демографія
Згідно з переписом 2010 року, у селищі мешкали 834 особи в 339 домогосподарствах у складі 225 родин. Густота населення становила 287 осіб/км².  Було 369 помешкань (127/км²).
Расовий склад населення:
| - 98,0 % — білих - 0,2 % — корінних американців - 0,2 % — азіатів - 0,1 % — чорних або афроамериканців |

До двох чи більше рас належало 1,4 %. Частка іспаномовних становила 0,8 % від усіх жителів.
За віковим діапазоном населення розподілялося таким чином: 25,5 % — особи молодші 18 років, 56,8 % — особи у віці 18—64 років, 17,7 % — особи у віці 65 років та старші. Медіана віку мешканця становила 37,8 року. На 100 осіб жіночої статі у селищі припадало 92,6 чоловіків;  на 100 жінок у віці від 18 років та старших — 84,8 чоловіків також старших 18 років.
Середній дохід на одне домашнє господарство  становив 45 297 доларів США (медіана — 38 403), а середній дохід на одну сім'ю — 52 150 доларів (медіана — 44 250). Медіана доходів становила 39 083 долари для чоловіків та 31 786 доларів для жінок. За межею бідності перебувало 22,8 % осіб, у тому числі 43,5 % дітей у віці до 18 років та 4,6 % осіб у віці 65 років та старших.
Цивільне працевлаштоване населення становило 349 осіб. Основні галузі зайнятості: виробництво — 32,4 %, освіта, охорона здоров'я та соціальна допомога — 17,5 %, роздрібна торгівля — 13,8 %.